# 霊障都市捜査ファイル
霊障都市捜査ファイル（れいしょうとしそうさファイル）は朱鷺田祐介とスザク・ゲームズが製作した刑事ドラマを再現するテーブルトークRPG（TRPG）、およびメディアミックス製品のシリーズ名。TRPGとしては2010年にエンターブレインからB5判書籍として発売された。

## 概要
凶悪犯罪が多発する20XX年の新宿を舞台に、刑事ドラマを再現するテーブルトークRPG（TRPG）。シナリオで扱われる事件は殺人事件に限られている。
ジャンルはTRPGと銘打っているものの、プレイ感覚はボードゲームやカードゲームに近く、ストーリーやロールプレイングをある程度無視してもゲームが自動的に進行するようになっている。ルールブックでも著者が「一般的なイメージとしてのTRPGとは異なるゲーム」と断りを入れている。
また、本作の新宿では超自然的な事件が実際に起こっているという設定であり、X-FILEシリーズのようなオカルト調査もののシナリオもできるようになっている。本作のオカルト設定の中でも特筆すべきものに、「殺人事件を49日以内に解決しないと、殺人犯が"霊障"と呼ばれる悪霊に変異して暴れまわる」というものがある。なお、本作でのプレイヤーキャラクターの目的は悪霊退治ではなく、あくまで「犯人が悪霊になる前に逮捕して、人間として罪を償わせること」である。

## システム

### ゲームに必要な道具
本作では六面体ダイス数個とトランプ一式を使用する。
ルールブックには新宿の様々な場所、様々な住人が大量の紙幅を用いて紹介されているが、それぞれの場所や住人にはトランプのスートとナンバーが割り振られている（つまり52の場所と52の住人が紹介されている）。また、本作で発生しうる殺人事件の種類（密室殺人、連続殺人など）や凶器もまたそれぞれ52種類がリスト化されており、トランプに対応している。

### キャラクターメイキング
プレイヤーキャラクターは、キャラクタークラスを2つ組み合わせることでおおまかな能力が決定される。
また、クラスとは別にキャラクターが持つ「運命」を決める必要がある。「運命」はトランプのカードに応じて52種類が用意されている。「運命」はそのキャラクターにとって捨てられないこだわりや過去の因縁を示すもので、要するにそのPCが持つ「特殊なキャラクター設定」である。
また、「運命」には必ずそれに関係するNPCが存在する。これを「縁故」と呼ぶ。縁故として設定されるNPCは上述した52人の新宿の住人たちである。

### ゲームの進行手順
ゲームはトランプゲームの七並べに似た流れで進行する。
まず、本作ではいわゆる「手番」という概念が存在する。自分の手番では自分のキャラクターが行為判定できるが、手番でないプレイヤーのキャラクターは潜在力というポイントを支払わないと行動できない。
七並べの場合、ゲームのプレイ開始時に場には7のカードが4枚出ているが、本作では最初に場に出すカードはゲームマスター（GM）が決める。最初に場に出した数枚のカードはなんらかの「証拠」であるとみなす。証拠とは殺人事件を構成するファクターのことであり、「事件形式」「殺人現場」「被害者」「凶器」「犯人」「重要参考人」「動機」「霊障」の8種類に分けられる。なお、トランプ一枚一枚が場所や人間やアイテムに対応していることは上述したが、最初に場に出ている証拠カードは「捜査開始時に判明している要素」となる。多くの場合、「現場」と「被害者」は初期から判明している。初期に公開されなかった証拠カードは裏向きに伏せてゲームマスターはの前においておく。伏せカードの内容はゲームマスターのみが確認できる。
そして、プレイヤーが捜査をすすめるたびに伏せられていた証拠カードをゲームマスターが公開して七並べの場に出して、新たな証拠が発見されたことを示していくことになる。
各プレイヤーは自分の手番が回ってきたときに手番プレイヤーは「場に出ているカード」のうち任意の一枚を指定し、そのカードに対する「捜査」を行う。カードは一枚一枚が場所や人間や凶器に対応しているため、これは刑事が実際に場所や人間に当たりをつけて調べていることを表す。捜査は行為判定により行う。捜査が成功すると「そのカードに隣接した”まだカードが出されていない場所”にGMが隠し持っている証拠カードがあるかどうか」が判明する。ここで新たな証拠カードがゲームマスターがもっていればそれを場に出す。そしてゲームマスターはこのカードが示す証拠（犯人の名前なのか凶器の種類なのかなど）をプレイヤーに公開する。
また、捜査とは別に、プレイヤーは自分の手札の中からトランプ一枚を場に出せる。場に出せるカードは、すでに場に出てるカードに隣接する形でないとならない。七並べと同じようなルールではあるが、異なる部分として、「場に出てるカードと同じ数字だが、違うスート」のカードも場に出せることがある。これは刑事が捜査の足がかりを序々に広げて言ってる様子を示す。場にカードが増えることで上述した「捜査」ができる範囲を増えるのである。
基本的には「カードの捜査」と「手札からカードを出す」の2つの行為が自分の手番にできることであり、それを各プレイヤーが順番に繰り返していくのがゲームの流れである。
プレイヤーが場にカードを出したり、ゲームマスターが新しい証拠カードを場に出すことをによって、ある証拠カードと他の証拠カードがカードで連結することがある。これを「証拠がつながった」と呼ぶ。証拠がつながると「証拠ポイント」が増える。そして証拠ポイントが犯人の持つ「CP」というポイントを超えた時点で、プレイヤーたちは「逮捕フェイズ」に移行することを宣言できる。逮捕フェイズは後述するアクション・チェイスで処理し、この結果、犯人を逮捕できればゲーム終了である。

#### 渦型と構築型
本作は「渦型」と「構築型」の二種類の遊び方が存在する。
「渦型」は事件の犯人や被害者などを表す「証拠カード」を、全てPCの縁故に関係するカードの中から選ぶ遊び方である。ゲームマスターは縁故に関係するカードを集め、シャッフルすることでランダムに8種類の証拠に分類する。そして、ゲームを通じて証拠カードの内容から、参加者全員で物語をその場で紡ぎ上げていく
「構築型」は通常のTRPGと同じく、ゲームマスターが事前にシナリオを作っておく遊び方である。ゲームマスターは8種類の証拠をシナリオに沿った形で事前にぬきとっておき、ランダムにシャッフルしてプレイヤーに等分に配分する。プレイヤーはもらったカードに対応するNPCを追加の縁故として習得し、カードをゲームマスターに返却する。そしてゲームマスターは証拠カードを目の前に伏せておいておきゲームを開始する、証拠カードが公開されると、そのカードが何を示すかを事前に設定しておいた通りにプレイヤーに告げていく。
なお、証拠カードには被害者と犯人が含まれるため、どちらの遊び方であっても、刑事の知り合いが事件に巻き込まれることになる。

### 行為判定
行為判定は上方判定に属する。6面体サイコロを複数個振り、出目の合計が高いほど良い結果だとする方式である。サイコロを振る数は技能の有無によって変わるが、2〜4個が基本である。
振ったサイコロの中に6の出目が2個以上あれば大成功（クリティカル）として扱い特殊な通常の成功以上の効果が得られる。また、1の出目が2個以上あればなんらかのイベントが発生し、予期せぬハプニングに巻き込まれる。発生するハプニング・イベントは52種類が存在し、山札からトランプを引くこと決定される

### 潜在力
プレイヤーキャラクターは「潜在力」と呼ばれる一種のヒーローポイントを有している。潜在力は一定のポイントを支払うことで「他のプレイヤーのシーンに登場する」「行為判定のダイスを振りなおす」というようなことに使えるが、セッション終了時に潜在力が0になってしまっているキャラクターはエンディングで殉職してしまう。
潜在力を回復するためには、自分の手番に「カードの捜査」を行わずに「ドラマシーン」を行うことを宣言しなくてはならない。ドラマシーンは事件に立ち向かっている刑事の様子をロールプレイを交えてドラマチックに描写するためのシーンであり、そこでどのようなドラマとストーリーが紡がれるかは、それまでに判明している捜査状況などからプレイヤーとゲームマスターが共同で考えていく。ドラマシーンでも聞き込みや調査を行ってゲームマスターからなんらかの情報を知らされることがあるかもしれないが、その結果で証拠カードが場に出されることはない。

### 経過日数
本作では手番で捜査を行ったり、イベントでハプニングが起こったりするたびに、ある程度の日数が経過する。経過日数はダイスで決定するが、その日数が一定を超えるたびに、犯人の「殺意ポイント」が増加していく。
殺意が増加するたびに犯人は人間性を失っていき、霊障と呼ばれる超自然的な存在に近づいていく。もしも殺意の総計が犯人の持つ「CP」というポイントを超えてしまうと、犯人は完全な霊障となる。
また、経過日数が49日を越えた場合でも犯人は霊障に成り果てる。さらに49日を越えた場合は霊障が無差別に暴れるようになり、捜査の進行状況に関わらず「逮捕フェイズ」に突入する。

### アクション・チェイス
「逮捕フェイズ」が宣言された場合、抵抗しようとする犯人との戦闘もしくは追跡が発生する。このときは通常の手番進行は一時中断し、「アクション・チェイス・シーン」へと移行する。アクション・チェイスは一般的なTRPGの戦闘シーンと同等のものであり、ラウンド進行で解決する。アクション・チェイスを発生させた手番プレイヤー以外も潜在力を使えばアクション・チェイス・シーンに登場できる。
アクション・チェイス・シーンでは、その時点で場に並べられているカードがそのまま戦闘マップになる。七並べの要領で並べられたカード一枚一枚を、将棋板のマス目と同様なものとみなすのである。つまり、キャラクターは移動を宣言することで隣接するカードに移動でき、キャラクターが持つ武器の射程は「カード何枚分先の敵に攻撃できるか」を表すのである。
攻撃の命中の判定は通常通り行為判定で行う。命中側の行為判定の達成値と、防御側の防御行為の判定達成値を比べて、命中側が高ければ攻撃が命中する。ダメージは武器によって決まり、ダメージ分だけヒットポイントが減少する。また、ダメージを受けるたびに、キャラクターの持つなんらかの技能が使用不可能になっていく。
ヒットポイントが0以下になると気絶の可能性が発生し、-10以下になると死亡する。刑事であるプレイヤキャラクターたちはできるかぎり相手を生きたまま逮捕することが望まれる。そのためには息があるまま行動不能にする（気絶狙い）が有効だが、もしも刑事がゲームマスターが用意していた全ての証拠をそろえていれば、自首を呼びかけることも可能である。説得も行為判定の対決により行い、成功すれば無駄な血がそれ以上流れることなく逮捕が成功する。
なお、逮捕フェイズ以外でもアクション・チェイスが発生することがある。代表的なのは「霊障」との遭遇である。本作では52種類の「霊障」が一種のモンスターとして用意されており、やはりトランプに対応している。ゲームマスターはシナリオで使用する証拠カードの中に「霊障」に対応するものを一枚以上入れておくことが推奨されている。霊障カードは事件に霊障が関係してる場合はそれを示すカードとなるが、霊障絡みの事件でない場合は、「刑事が捜査中に運悪く霊障に遭遇した」ことを示すカードになる。
霊障は人間よりもはるかに強く、対霊障装備を持たない刑事は倒すよりも逃亡してアクション・チェイス・シーンから脱出することが求められる。

## 世界設定
ゲームの舞台となるのは20XX年の新宿である。現実の新宿にかなり近く作られており、リアリズムを出すために実名も多く用いられているが、あくまで架空のものという扱いである。
この時代の新宿は凶悪犯罪が多発しており、「新宿署」（架空の所轄）には警視庁からは独立して殺人事件を捜査できる特別な権限が与えられている。
また、この時代の新宿の最大の特徴は「霊障」である。「霊障」とは新宿で多数目撃されている超自然的な存在および現象に対してつけられた総称であり、なぜ近年になってこのようなモノが現れだしたのかはまったくわかっていない。ただ、殺人事件の犯人が殺意に飲み込まれて「霊障」に変異するという現象が多数報告されており、新宿の殺人事件を対処する刑事には、殺人犯が霊障になる前に射殺する許可が与えられている。そのため、まだ霊障になりきってない犯人を射殺しても、刑事というキャラクターの社会的地位は失われない。ただし、射殺はゲームの最後に貰える報酬点（経験値）にペナルティはつくので、基本的には生かして逮捕することが目的ではある。
自衛隊には霊障の退治のための特殊部隊が設置されており、刑事は霊障に出合ったときにそれの派遣を要請できるが、自衛隊と霊障との戦いはその地域（カード一枚）を廃墟にしてしまう。この結果、事件の証拠も灰燼と化すこともある。

## 作品一覧

### TRPGルールブック・サプリメント
- 霊障都市捜査ファイル 罪の街 新宿
  - 基本ルールブック。2010年にエンターブレインよりB5判書籍として発売。「罪の街」は「シンシティ」と読む。ISBN 978-4047269057
- 霊障都市捜査ファイル 怨の街 京都
  - サプリメント。2011年にエンターブレインよりB5判書籍として発売。京都を舞台に新しい人物、場所、事件がトランプに対応して52種類用意されている。ISBN 978-4775309285

### 小説
- 霊障都市捜査ファイル THE NOVEL 龍烈
  - 著者は天沢彰。エンターブレインよりA5判書籍として発売。ISBN 978-4047270954